# Giovanni Paolo Recchi
Giovanni Paolo Recchi (1600 circa – 1683 circa) è stato un pittore italiano.
Nato a Borgovico, fu allievo del Morazzone e realizzò affreschi in varie chiese del comasco oltre che nelle cappelle del Sacro Monte di Varese. Assieme a lui lavorò anche il fratello Giovanni Battista (n. Borgovico 1600 circa).